# Шигабутдинов, Марат Рафаелович
Марат Рафаелович Шигабутдинов (род. 1955) — советский и киргизский футболист, вратарь.

## Биография
С 1973 года в течение девяти сезонов выступал за «Алгу», однако не был тогда основным вратарём команды. Большую часть времени был дублёром Раиса Батраева, а затем — Олега Караваева. В период выступлений «Алги» в первой лиге (1973, 1975, 1979) сыграл только 3 матча. В 1979 году входил в состав сборной Киргизской ССР на футбольном турнире Спартакиады народов СССР.
В 1982 году перешёл в «Жетысу», в его составе за три сезона сыграл 79 матчей во второй лиге.
В 1986 году вернулся в «Алгу», в первом сезоне провёл только 10 матчей, в двух последующих был основным вратарём. В 1989 году был в заявке клуба, но не сыграл ни одного матча, после чего приостановил выступления в командах мастеров.
После образования независимого чемпионата Кыргызстана в 1992 году выступал за бишкекский «Сельмашевец», а в 1993 году провёл один матч за серебряного призёра «Спартак» (Токмак).
В 2010-х годах работал тренером вратарей в системе клуба «Абдыш-Ата».

## Личная жизнь
Отец, Рафаел Шигабутдинов, тоже был футболистом, играл на позиции вратаря и в 1950-е годы выступал за команды мастеров г. Фрунзе.